# Насолода Будди
Насолода Будди (спрощ.: 罗汉菜; кит. трад.: 羅漢菜) — вегетаріанська страва, добре відома в китайській та буддійській кухні.
Цю страву традиційно вживають вегетаріанці-буддистські монахи, але вона також набула популярності в усьому світі як звичайна страва, доступна як вегетаріанський варіант у китайських ресторанах. Страва складається з різних овочів та інших вегетаріанських інгредієнтів (іноді з додаванням морепродуктів або яєць), які варяться в рідині на основі соєвого соусу з іншими приправами до готовності. Специфічні інгредієнти, що використовуються, сильно відрізняються як всередині Азії, так і за її межами.

## Традиція
Як випливає з назви, це страва, яку традиційно вживають буддисти, але вона також набула популярності в усьому світі як звичайна страва, яка доступна в китайських ресторанах (хоча часто не включає всі інгредієнти) для вегетаріанців. Його традиційно подають у китайських домогосподарствах у перший день китайського Нового року, що походить від старої буддійської практики, згідно з якою протягом перших п'яти днів нового року слід дотримуватися вегетаріанської дієти як форму самоочищення. Деякі з рідкісних інгредієнтів, як-от жирний чой і стрілицю, зазвичай їдять лише в цю пору року.
Традиційно заборонені яйця та молочні продукти.
Цибуля і деякі інші овочі (wǔ hūn) не використовуються для насолоди Будди, оскільки в буддійській кухні їх не вживають.

### Основні інгредієнти

#### Зазвичай використовувані основні інгредієнти
- Sagittaria sagittifolia (慈菇або 茨菰; піньїнь: cígū)[1]
- Бамбуковий гриб (竹笙, піньїнь: zhúshēng або 竹荪; піньїнь: zhúsūn)[1]
- Пагони бамбука (спрощене: 笋; традиційне; 筍; піньїнь: sǔn)[2]
- Палички з шкірки тофу (腐竹; піньїнь: fǔzhú; також називають «бамбук тофу»)[1]
- Чорні гриби (冬菇; піньїнь: dōnggū)[1]
- Морква (традиційне: 胡蘿蔔; спрощене: 胡萝卜, піньїнь: hú luóbo; або традиційне: 紅蘿蔔; спрощене: 红萝卜, піньїнь: hóng luóbo)[2]
- Целофанова локшина (粉絲; піньїнь: fěnsī; також називається «бобовими нитками»)[2]
- Бутони лілейника (金针; піньїнь: jīnzhēn; також називають «золотими голками»)[1]
- Жирний чой (традиційне: 髮菜; спрощене: 发菜; піньїнь: fàcài; чорні косоподібні ціанобактерії)[3]
- Горіхи гінкго (традиційне: 銀杏; спрощене: 银杏, піньїнь: yínxìng; або 白果, піньїнь: báiguǒ)[3]
- Насіння лотоса (蓮子; піньїнь: liánzǐ)[4]
- Капуста Напа (大白菜; піньїнь: dà báicài)[3]
- Арахіс (花生; піньїнь: huāshēng)[1]
- Горошок (традиційне: 荷蘭豆; спрощене: 荷兰豆; піньїнь: hélán-dòu)[5]
- Смажений тофу (炸豆腐; піньїнь: zhá dòufǔ)[1]
- Водяні каштани (традиційне: 荸薺; спрощене: 荸荠; піньїнь: bíqí)[1]
- Смажена або тушкована пшенична клейковина (традиційна: 麵筋, спрощена: 面筋; піньїнь: miànjīn)[5]
- Аурикулярія вухоподібна (木耳; піньїнь: mù ěr; також називається чорним грибом)[2]

### Приправи
- Імбир (спрощене: 姜; традиційне: 薑; піньінь: jiāng)[6]
- Глутамат натрію (味精; піньїнь: wèijīng)[2]
- Рослинна олія (зазвичай арахісова, 花生油; та/або кунжутна, 芝麻油)
- Вегетаріанський устричний соус (спрощено: 斋蚝油; традиційно: 齋蠔油; піньінь: zhāi háoyóu)[7]
- Маринований тофу (豆腐乳; піньїнь: dòufu rǔ; як червоний, так і білий)[2]
- Сіль (традиційне: 鹽; спрощене: 盐; піньїнь: янь)[2]
- Темний соєвий соус (老抽; піньїнь: lǎochōu)[2]
- Крохмаль (淀粉; піньїнь: diànfěn)
- Цукор (糖; піньїнь: táng)[2]